# Ballet de l'Opéra national du Rhin

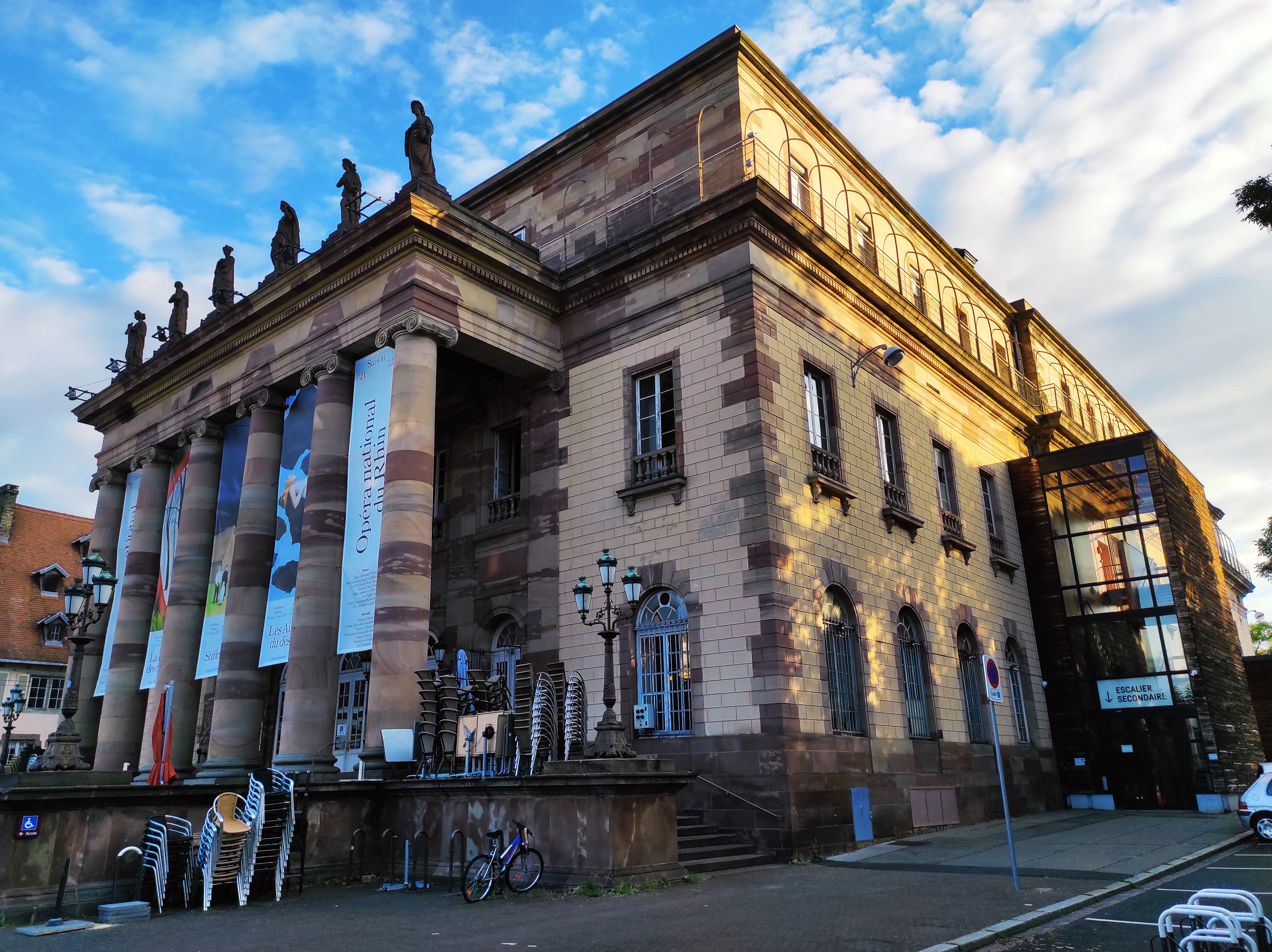
Opéra de Strasbourg, une des salles de représentation de l'opéra national du Rhin.

Le Ballet de l'Opéra national du Rhin (BOnR) est une compagnie de ballet française jouissant d'une renommée internationale, fondée en 1972, installée à Mulhouse. Créée sous le nom de Ballet du Rhin, en même temps que l'Opéra du Rhin auquel elle est rattachée, elle devient Centre Chorégraphique National en 1985 et porte sa dénomination actuelle depuis 1998.
La compagnie tourne en France et à l'étranger, mais est également fortement engagée dans le développement chorégraphique des villes de Strasbourg, Mulhouse et Colmar et de sa région afin de former un public ouvert à tous les styles et à tous les langages.

## Histoire
Au départ, le Ballet de l'Opéra national du Rhin a beaucoup voyagé de Strasbourg à Mulhouse avant de s'installer définitivement à Mulhouse en 1974. Le Ballet a connu une première période essentiellement classique de 1974 à 1978 sous la direction de Peter Van Dijk qui a surtout créé de grands ballets romantiques comme Le Lac des cygnes,Roméo et Juliette, Giselle entre autres.
Ensuite sous la direction de Jean Sarrelli, puis de Jean-Paul Gravier, secondé par le maître de ballet Bernard Rousselle issu de l'Opéra de Paris, le Ballet de l'Opéra national du Rhin se tourne vers un style plus ouvert avec des pièces modernes et plus contemporaines, tout en conservant une discipline de travail rigoureuse, ce qui enrichit le répertoire de la compagnie. Varriations de Berta Yampolsky a connu un grand succès au Championnat du monde de Gymnastique Rythmique à Strasbourg. La compagnie a aussi fait des tournées à l'étranger notamment en Extrême-Orient (Pékin) et en Amérique du Sud et Cuba.
Puis dirigé par Bertrand d'At, Ivan Cavallari et actuellement par Bruno Bouché, le Ballet de l'Opéra national du Rhin continue de danser des ballets classiques, néo-classiques, modernes, contemporains et même baroques formant ainsi une compagnie pouvant passer d'un style à un autre, composant l'un des répertoires les plus larges de France.
Le Ballet de l'Opéra national du Rhin est d'une part, une compagnie de répertoire ce qui permet de travailler avec des chorégraphes internationalement reconnus comme George Balanchine, Maurice Béjart, Uwe Scholz, Hans van Manen, Dominique Bagouet, Lucinda Childs, William Forsythe, Mats Ek, Jiří Kylián, Benjamin Millepied, Ed Wubbe, Alexander Ekman, ou encore Ohad Naharin... D'autre part, avec l'obtention du label Centre chorégraphique national, la compagnie permet le développement et la diffusion de créations chorégraphiques mondiales de chorégraphes de renom ou émergents.

## Le Centre chorégraphique national
Pour que la compagnie travaille dans des conditions agréables, la municipalité doit trouver un endroit adapté à cette activité qu'est la danse. En automne 1974, le chantier du Centre chorégraphique commence. Le Ballet est installé à Mulhouse. Il comprend trois studios de danse, des vestiaires, sanitaires, une salle de repos, de musculation et pilates, de massage, de réunion et des bureaux administratifs. Le 1er février 1977, la compagnie peut enfin répéter dans ses propres locaux. En 1985, le ballet obtient le label d'un Centre chorégraphique national, le seul existant au sein d'une maison d'Opéra, une identité unique en France.

## Objectif
Le Ballet de l'Opéra national du Rhin, doit transmettre au public français et étranger une culture chorégraphique de qualité composée d'œuvres académiques et de créations contemporaines dans le but de montrer la richesse de l'art et de la danse. La Compagnie organise des rencontres chorégraphiques avec tous les publics pour leur donner l'envie de découvrir la danse ou d'approfondir leurs connaissances chorégraphiques.

## Composition

### Directeurs de la danse
- 1972-1973 : Jean Babilée
- 1973-1974 : Denis Carey
- 1974-1978 : Peter Van Dijk
- 1978-1990 : Jean Sarelli
- 1990-1997 : Jean-Paul Gravier
- 1997-2013 : Bertrand d'At
- 2013-2017 : Ivan Cavallari
- Depuis 2017 : Bruno Bouché[1]

### Danseurs
La compagnie dispose d'une troupe de 32 artistes permanents, venus du monde entier et qui, outre une solide formation académique initiale, doivent être capable d'appréhender en profondeur les styles les plus divers, des pièces du répertoire classique aux créations contemporaines.

## Répertoire
- Roméo et Juliette (chorégraphie Bertrand d'At, musique Piotr Ilitch Tchaïkovski)
- Le Lac des cygnes (chorégraphie Bertrand d'At, musique Piotr Ilitch Tchaïkovski)
- Giselle (chorégraphie Maina Gielgud, musique Adolphe Adam)
- Le Prince des pagodes (chorégraphie Bertrand d'At, musique Benjamin Britten)
- Dichterliebe (chorégraphie Bertrand d'At, musique Robert Schumann)
- Le Chant de la Terre (chorégraphie Bertrand d'At, musique Gustav Mahler)
- Le Bœuf sur le toit (chorégraphie Bertrant d'At, musique Darius Milhaud)
- Fébrile (chorégraphie Ivan Favier, musique Aksak Maboul, Jean-Marc Zelwer, Louis-Moreau Bottschalk et Pascal Comelade)
- Et in Arcadia ego (chorégraphie Bertrand d'At, musique Albert Roussel)
- Désert d'amour (chorégraphie Dominique Bagouet, musique Wolfgang Amadeus Mozart et Tristan Murail)
- Xe Symphonie (chorégraphie Dominique Bagouet, musique Wolfgang Amadeus Mozart et Tristan Murail)
- Agon (chorégraphie George Balanchine, musique Igor Stravinsky)
- Concerto Barocco (chorégraphie George Balanchine, musique Piotr Ilitch Tchaïkovski)
- Le Marteau sans maître (chorégraphie Maurice Béjart, musique Pierre Boulez)
- La Table verte (chorégraphie Kurt Jooss, musique F. A. Cohen)
- Sonate à trois (chorégraphie Maurice Béjart, musique Béla Bartók)
- Variations pour une porte et un soupir (chorégraphie Maurice Béjart, musique Pierre Henry)
- Dionysos (chorégraphie Michel Kéléménis, musique Claude Debussy)
- L'Ombre des jumeaux (chorégraphie Michel Kéléménis, musique Didier Puntos)
- Jeux (chorégraphie Michel Kéléménis, musique Claude Debussy)
- Stamping Ground (chorégraphie Jiří Kylián, musique Edgar Varèse)
- Petrouchka (chorégraphie Farid Berki, musique Igor Stravinsky)
- Aus der Ferne (chorégraphie Davide Bombana, musique György Kurtag)
- L'Art de la fugue (chorégraphie David Bombana, musique Jean Sébastien Bach)
- Ondine (chorégraphie David Nixon, musique Hans Werner Henze)
- Tools (chorégraphie Felix Ruckert, musique Christian Meyer Mal)
- Woyzeck Fragmente (chorégraphie Davide Bombana, musique Luciano Berio)
- Les Murailles d'Hermine (chorégraphie Claude Brumachon, musique Bruno Billodeau)
- Casse-noisette (chorégraphie Jo Strømgren, musique Piotr Ilitch Tchaïkovski)
- Last Piece by Anybody (chorégraphie Jo Strømgren, musique Johan Daniel Berlin)
- Alexie (chorégraphie Jo Strǿmgren, musique Jǿrgen Knudsen)
- Sea Interludes (chorégraphie Philippe Tréhet, musique Benjamin Britten)
- Dance Chorégraphie (chorégraphie Lucinda Childs, musique Philip Glass)
- Chamber Symphony (chorégraphie Lucinda Childs, musique John Adams)
- Le Mandarin merveilleux (chorégraphie Lucinda Childs, musique Béla Bartók)
- Concertante (chorégraphie Hans van Manen, musique Frank Martin)
- Große Füge (chorégraphie Hans van Manen, musique Ludwig Van Beethoven)
- Movements (chorégraphie Renato Zanella, musique Igor Stravinsky)
- Conflit / Accélération (chorégraphie Jacopo Godani, musique Groupe 48nord)
- Coppélia (chorégraphie Jo Strømgren, musique Léo Delibes)
- Gabriel (chorégraphie Maryse Delente, musique Joseph Haydn)